# إد أوليفر (لاعب كرة قدم أمريكية)
إد أوليفر (بالإنجليزية: Ed Oliver)‏ هو لاعب كرة قدم أمريكية أمريكي، ولد في 12 ديسمبر 1997 في هيوستن في الولايات المتحدة.

## وصلات خارجية
- إد أوليفر على موقع إي إس بي إن.كوم (أن.أف.أل)3
- إد أوليفر على موقع مرجع كرة القدم المحترفة.كوم (الإنجليزية)
- إد أوليفر على موقع كلية كرة القدم في سبورتس رفرنس.كوم (الإنجليزية)